# 4월 25일 다리
4월 25일 다리(포르투갈어: Ponte 25 de Abril)는 타구스강 하구에 위치해 포르투갈의 수도 리스본과 남안의 알마다를 잇는 현수교이다. 이름은 1974년 4월 25일 혁명에서 유래했다. 1966년 8월 6일에 완공하였고, 1999년 철도 층이 추가되었다. 붉은 빛이 도는 색깔 때문에 미국의 골든게이트 교와 자주 비교되지만, 실제 시공은 샌프란시스코 - 오클랜드 베이 브리지를 지은 아메리칸브리지컴파니(American Bridge Company)에서 했고, 이로 인해 두 다리 사이의 형태적 유사성이 발견된다. 총 길이는 2,277미터로, 세계에서 23번째로 가장 긴 현수교이다. 위층에는 6차선의 고속도로가, 아래층에는 술선 복선철도가 지나간다. 1974년까지는 포르투갈의 독재자 살라자르의 이름을 따 살라자르 다리로 불렸다.

## 같이 보기
- 바스쿠 다 가마 다리